# Kenneth Noland
Kenneth Noland (Asheville, 10 d'abril de 1924 - Port Clyde (Maine), 5 de gener de 2010) va ser un pintor abstracte americà. Va ser dels més importants cultivadors de l'estil «color field».

## Vida personal
Va néixer i es va criar durant la seva infància a Asheville (Carolina del Nord) amb els seus pares i els seus 3 germans. La seva mare tocava el piano i el seu pare era pintor. Ambdós van encoratjar sempre els interessos artístics dels seus 4 fills.
El pare de Noland també va ser un pilot aficionat i va portar els nois a fer voltes amb l'avió pel camp aeroportuari local. Noland va desenvolupar nocions romàntiques sobre volar i fou natural que després de graduar-se de l'escola secundària durant la Segona Guerra Mundial, s'unís a la força aèria. Va servir en les forces armades de 1942 a 1946. La majoria del seu servei va ser en les bases aèries dels Estats Units però cap al final de la guerra, va ser destinat a Egipte i Turquia.
Abans d'esdevenir pintor, va treballar com a taxista i fins i tot va estudiar música amb el mateix John Cage.
L'estiu del 1948 al Black Mountain va conèixer Elaine i Willem de Kooning, també Richard Lippold, Leo Amino i Peter Grippe. Uns anys després, concretament al 1952, va conèixer Morris Louis i van esdevenir amics propers principalment perquè els seus interessos en l'art coincidien molt.
Al 1950 es va casar amb Cornelia Langer, filla d'un senador republicà americà. Al cap d'un temps, però, es van divorciar. Amb ella van tenir-hi 3 fills.

## Desenvolupament artístic
L'any 1946 entra en contacte amb el Black Mountain College (lloc on ja estudiava un dels seus germans). Allà va rebre molta influència de dos grans artistes abstractes americans que en seran també els seus professors: Ilya Bolotowsky i Josef Albers, aquest últim membre formal de la Bauhaus.
Podríem dir que Bolotowsky va exercir una influència més directa i personal sobre ell. El mateix Noland, parlava sobre Bolotowsky amb una gran calidesa com a guia i mestre seu i Bolotowsky és, per descomptat, el vincle entre l'art de Noland i l'abstracció geomètrica europea. L'obra de Bolotowsky deriva de la de Mondrian però amb més intensitat i variació de color que Mondrian.
Cap al final de la seva estada al Black Mountain, Noland ja havia començat a allunyar-se de l'abstracció geomètrica inspirada per Bolotowsky per inspirar-se més amb l'art de Paul Klee, qui utilitzava el cubisme d'una forma molt més expressiva, encara essent abstracte. Així doncs, Klee d'alguna forma semblava oferir l'alternativa expressionista a l'art geomètric. També, una aproximació més espontània i física als materials de la pintura.
L'any 1948 va marxar cap a París. Allà va començar a ensenyar art. Molts d'artistes que procedien d'Amèrica com ell, tenien l'avantatge d'haver tingut molts dels millors artistes europeus que havien arribat als Estats Units.
L'any 1949 va retornar als Estats Units i va ocupar una plaça a Washington com a professor estudiant a l'Institut d'Art Contemporani. Robin Bond, que ensenyava a l'institut, va reforçar l'entusiasme de Noland per Klee. Al 1952, doncs, quasi totes les aquarel·les, dibuixos i pintures seves mostren la influència de Klee. També aquest mateix any, va ser quan el seu treball va començar a mostrar la influència de la pintura de Nova York per primera vegada.
A partir del 1953 comença a rebre influència de De Kooning i de Franz Kline.
Al 1956, una pintura seva va ser seleccionada per a una exposició patrocinat pel Museu d'Art Modern de Nova York. Un any després, va tenir una altra exhibició al Tibor de Nagy Gallery a Nova York també. Les imatges exposades en aquests dos espectacles van ser influenciades principalment per Helen Frankenthaler i Louis. La majoria d'ells van emprar pigment i alguns van mostrar tendència a organitzar-se al voltant del centre de la imatge.
En el 1965, la Galeria Nacional d'Art Modern dels Estats Units el va incloure en l'exposició Pintura de color a Washington, que recorreria el país i consagraria al que es coneix com l'Escola de Color de Washington.
El seu èxit li va arribar cap als anys seixanta i setanta, abans de caure en l'oblit als vuitanta quan se li criticava la impersonalitat en les seves obres. La seva obra s'exhibeix en les col·leccions permanents de més de 30 museus d'art modern de tot el món.

## Interpretació i influència
Des del començament de la seva carrera, Noland ha estat un artista coherent que s'ha mantingut en el seu gènere escollit, alhora que ha evitat les trampes de la pintura- fórmula de l'abstracció geomètrica europea.
Noland veu l'art com una zona de sensatesa, possibilitat d'experimentació, recerca d'ordre a través del llenguatge del color, el més internacional i immune a la manipulació cultural. El color, que és vibració i que parteix de l'artista mateix, produeix respostes més personals que altres components formals de la pintura i la resposta espontània i individual a l'estímul exterior és una de les seves recerques. Mai no ha intentat d'acontentar tothom, però en la seva decisió d'especialitzar-se i d'explorar totes les possibilitats d'aquesta limitació Noland ha obtingut la seva talla de clàssic.
Les seves teles, moltes vegades de grans dimensions, han d'imaginar-se en grans espais públics i privats, de museus i fundacions. Noland és un artista, per a qui el traç, la pinzellada, són una forma d'escriptura, un reflex de l'individual; d'aquí ve que eviti els mitjans mecànics de reproducció, tan afavorits per alguns corrents de l'abstracció.
Abans que res, cerca la complexitat del color i de la textura i la simplicitat de la imatge.
La seva obra ha contribuït a humanitzar i desmitificar l'abstracció. Ha acostat els seus colors i geometries a la seva societat, contribuint així a fer que l'abstracció ocupi el lloc que li correspon en la cultura del nostre segle posant la història al dia.